# Смирновський сільський округ (Аккайинський район)
Смирно́вський сільський округ (каз. Смирнов ауылдық округі, рос. Смирновский сельский округ) — адміністративна одиниця у складі Аккайинського району Північноказахстанської області Казахстану. Адміністративний центр та єдиний населений пункт — село Смирново.
Населення — 5820 осіб (2021; 5796 у 2009, 7556 у 1999, 9314 у 1989).
Станом на 1989 рік існувала Смирновська селищна рада (смт Смирново, селища Базарал, Жанажол, Жанатурмис, Каунданди, Шаховський).

## Склад
До складу округу входять такі населені пункти:
| Населений пункт    | Старі назви | Населення, осіб (1989) | Населення, осіб (1999) | Населення, осіб (2009) | Населення, осіб (2021) |
| ------------------ | ----------- | ---------------------- | ---------------------- | ---------------------- | ---------------------- |
| Базарал, селище    | -           | 9                      | -                      | -                      | -                      |
| Жанажол, селище    | -           | 42                     | -                      | -                      | -                      |
| Жанатурмис, селище | -           | 22                     | -                      | -                      | -                      |
| Каунданди, селище  | -           | 55                     | -                      | -                      | -                      |
| Смирново, село     | -           | 9149                   | 7556                   | 5796                   | 5820                   |
| Шаховський, селище | -           | 37                     | -                      | -                      | -                      |